# Mereni (Teleorman)
Mereni è un comune della Romania di 3 076 abitanti, ubicato nel distretto di Teleorman, nella regione storica della Muntenia. 
Il comune è formato dall'unione di 3 villaggi: Merenii de Jos, Merenii de Sus, Ștefeni.
La sede comunale è ubicata nell'abitato di Merenii de Jos.